# Grand Hotel de Rome
Il Grand Hotel de Rome, oggi Hotel St.Regis, è uno dei più antichi e lussuosi Hotel della Capitale.

## Storia e descrizione
Per volere del Marchese di Rudinì,  Primo Ministro e Ministro degli Affari Esteri, che voleva dotare la capitale di un albergo che potesse confrontarsi per qualità dell’accoglienza con quelli delle altre capitali europee, a seguito di un incontro con il noto imprenditore alberghiero César Ritz, riuscì a convincere costui a costruire un grande albergo di lusso a Roma. Giunto nella città su consiglio dell’impresario svizzero Franz Josef Bucher Durrer, proprietario dell’Hotel Minerva, si convinse ad acquistare nel 1893 l’area presso le Terme di Diocleziano già oggetto di recenti demolizioni, posta tra la fontana del Mosè e piazza Esedra di proprietà di Filippo Cavallini presidente della Banca della Lomellina, che aveva iniziato ad edificare un grande fabbricato a destinazione alberghiera su progetto di Giulio Podesti, come la più idonea per posizione ad ospitare una importante struttura alberghiera, trovandosi contemporaneamente prossima alla stazione ferroviaria e alla via XX Settembre sede di ministeri e vicina al Quirinale.

Nel gennaio 1894 César Ritz inaugurava solennemente il Grand Hotel de Rome in Piazza Esedra con un grande ricevimento, le cronache dell'epoca definirono l'albergo per la distribuzione degli interni e la loro ricca decorazione, uno dei più splendidi alberghi d'Europa.

Il Grand Hotel offriva un prodotto di prestigio in grado di richiamare ospiti internazionali di altissimo livello: l'albergo era dotato di illuminazione elettrica e due ascensori; ogni suite aveva punti luce e un bagno incorporato con acqua calda e fredda, primo caso in Italia, con servizi igienici importati direttamente da Londra.
Gli interni dell’edificio di 4 piani, erano ricchi di marmi e grandi spazi affrescati e decorati da boiseries di legno, al piano terra furono realizzati salotti privati, sale da fumo, il bar Americano e la sala da biliardo. Inoltre è presente l'antico ascensore, uno dei primi di Roma, ancora in funzione.

Il piano nobile era riservato alle visite di monarchi e capi di Stato, era occupato da vari appartamenti con saloni affrescati ed altri ambienti privati

Ad arredare le stanze fu la moglie di Cesar Ritz con mobili in stile, argenti e quadri del Settecento.
Per dirigere il Restaurant Ritz chiamò lo Chef Auguste Escoffier del Savoy di Londra e Pierre Louis del Grand Hotel di Lucerna, i due astri della gastronomia "belle époque", che lanciarono appieno il Ristorante.

Fra gli ospiti si segnalano Lev Tolstoj, il Cancelliere del Reich Von Bülow e Mussolini, subito dopo aver compiuto la marcia su Roma, Von Ribentropp e Göering. Negli anni della Dolce Vita molti attori vi risiedettero, tra cui Ava Gardner, Zsa Zsa Gábor, Lauren Bacall, Martine Carol. In anni più recenti sono stati ospitati Robert de Niro, i Kennedy e gli Agnelli.

La proprietà dell'Albergo passò negli anni venti al Sindacato Italiano Sviluppo Alberghi, che deteneva anche l'Hotel Excelsior, nel 1923 il sindacato fu messo in liquidazione, e fu rilevato dalla CIGA.

Il 12 gennaio 1923 Mussolini vi convoca formalmente per la prima volta il Gran Consiglio del Fascismo.
Il 28 febbraio 1941 vi si spense il re Alfonso XIII di Spagna in esilio.
Nel 1963 iniziò un ciclo di lavori di ammodernamento. L'Aga Kahn comprò la CIGA tramite la società Fimpar nel 1985.

Il 1999 la Compagnia fu venduta alla Starwood Hotels, filiale della Marriott International.

L'Hotel fu ristrutturato e fu riaperto alla fine dello stesso anno con il nuovo nome di St. Regis Grand Hotel. Nel 2014 la Starwood ha ceduto l'Albergo per 110 milioni di euro alla Constellation Holding dello sceicco del Qatar Hamad bin Jassim Al Thani apportando ulteriori importanti lavori di ristrutturazione della durata di tre anni. Sono state rimosse le dorature dalle boiseries della Hall e delle sale di rappresentanza per il pubblico, cui è stato dato il tortora come colore di fondo, i pavimenti sono stati rifatti tutti con marmi grigi e, in altre sale, in forme geometriche bianche e nere. 

La Ritz Ballroom, vincolata dalla Sovrintendenza, ha subito un importante lavoro di restauro durato sei mesi anche sugli affreschi di Mario Spinetti. L'albergo ha riaperto nuovamente nel 2018.